# Arthritis & Rheumatology
Arthritis & Rheumatology es una revista médica mensual revisada por pares que cubre la historia natural, la fisiopatología , el tratamiento y el resultado de las enfermedades reumáticas . Es una revista oficial del Colegio Americano de Reumatología .
Se estableció en 1958 como Arthritis & Rheumatism y obtuvo su nombre actual en 2014.
Según Journal Citation Reports , la revista tiene un factor de impacto 2020 de 10.995. 